# Clubiona orientalis
Clubiona orientalis este o specie de păianjeni din genul Clubiona, familia Clubionidae, descrisă de Mikhailov, 1995.
Este endemică în North Korea. Conform Catalogue of Life specia Clubiona orientalis nu are subspecii cunoscute.